# Natalia Goncearova (artistă)
Natalia Sergeevna Goncearova - alternativ  Goncharova sau Gonciarova - (rusă Ната́лья Серге́евна Гончаро́ва; (n. 3 iulie 1881 - d. 17 octombrie 1962) a fost artistă plastică de avangardă rusă, pictor, scenograf, scriitor, ilustratoare, creatoare de costume și realizatoare de decoruri.
Gonciarova a fost partenera de viață a lui Mihail Larionov, fiind, alături de acesta, membră fondatoare a grupurilor artistice Valetul de Caro (1909 – 1911) și Coada Măgarului (1911 – 1913). Larionov și Gonciarova au inventat împreună Rayonismul (1912 – 1914).
Natalia Goncearova a fost de asemenea membră a mișcării artistice germane Călărețul Albastru (germană Der Blaue Reiter), după ce, anterior participării la grupurile artistice Valetul de Caro și Coada Măgarului, fusese membră (împreună cu Larionov) a grupului artistic avangardist rus Trandafirul Albastru (1907 – 1909).
Modalitatea sa de a picta a influențat semnificativ avangarda artistică din Rusia. Expozițiile sale, care s-au ținut la Moscova și la Sankt Petersburg (în 1913 și 1914) au fost primele care au promovat un „artist nou” de către galerii de artă independente. Deși în perioada imediat pre-revolutionară (a revoluției ruse din 1917), când ocupațiile legate de artele vizuale, axate pe redarea artistică a icoanelor erau profesii sigure și respectate, apropierea sa foarte modernă, avangardistă și îndrăzneață de acest subiect, relativ „tabu” atunci, a fost atât „transgresivă, cât și problematică.”
Nalia Goncearova a fost una dintre figurile de frunte ale avangardei artistice din Rusia și a purtat această influență cu ea la Paris, unde s-a mutat în 1921, a locuit și activat până la decesul său.

## Viață timpurie
Natalia Serge(i)evna Goncearova s-a născut pe 3 iulie 1881 (în același an cu Larionov, Picasso și Léger), în Nagaevo (acum în now in the Raionul Cernsky din Regiunea Tula). Tatăl ei, Serghei Mihailovici Goncearov, era arhitect, absolvent al prestigioasei instituții de arte vizuale Institutul de Pictură, Sculptură și Arhitectură din Moscova. Goncearova s-a mutat împreună cu familia, la Moscova, în 1892, terminănd apoi Al Patrulea Gimnaziu Feminin (pentru femei) în 1898. Goncearova a fost stră-nepoata faimosului poet rus Aleksandr Pușkin.
Familia ei apropiată era foarte educată și toți se considerau liberali, din punct de vedere politic. Tatăl ei a proiectat și construit casa lor, unde au crescut atât Natalia, cât și fratele ei Afanasii. Amândoi au fost crescuți și educați de mama și bunica lor. Au locuit în Orlov (Regiunea Rostov) și Tula. Ulterior, în 1892, familia s-a mutat la Moscova, unde Goncearova a urmat un gimnaziu pentru femei, pe care l-a absolvit în 1898. După gimnaziu, care era atunci o combinație de școală secundară și liceu, a încercat mai multe modalități de a avea o carieră (în zoologie, istorie, botanică și medicină), pentru a se decide, în final, asupra sculpturii.

## Educație
După toate acele tentative „nereușite,” care nu au corespuns talentelor sale, a fost acceptată de Institutul de Pictură, Sculptură și Arhitectură din Moscova în toamna anului 1901, unde a studiat pentru a deveni sculptor sub îndrumarea lui Pavel Trubețskoi, care a fost asociat ca artist plastic cu mișcarea artistică Mir iskusstva - Lumea artei. Începând cu 1903, Goncearova a început să expună la saloanele de artă cele mai cunoscute ale Rusiei, fiind recompensată cu o medalie de argint pentru sculptură, pentru realizările sale artistice din perioada 1903 – 1904. Acolo, la Institutul de Pictură, Sculptură și Arhitectură din Moscova, Goncharova l-a cunoscut pe colegul său de generație, Mihail Larionov, care urma să devină partenerul ei de viață. Destul de repede, cei doi au decis să locuiască împreună și să împartă același atelier de lucru.
La sfârșitul secolului al 19-lea și începutul secolului al 20-lea, segregarea de gen în instituțiile oficiale de artă din Imperiul Țarist nu a mai fost implementată, dar politica oficială a timpului le-a refuzat femeilor, în continuare, dreptul de a obține diploma la finalizare. Ca atare, Goncearova s-a retras de la Institutul de Pictură, Sculptură și Arhitectură din Moscova, în 1909, A ales, în schimb, cursurile private în atelierele personale ale lui Konstantin Korovin și Alexander Mihailovsky, unde a putut studia nudurile masculine și feminine și a fost instruită cel puțin echivalentul a ceea ce ar fi putut învăța după finalizarea cursurilor la Institutul de Arte Frumoase din Moscova, de ar fi fost bărbat.
Oricum, în 1910, un număr semnificativ de studenți au fost refuzați ca să se înscrie, în timp ce unii au fost expulzați din clasa de portrete a lui Konstantin Korovin, deoarece au imitat stilul contemporan al modernismului european. Printre cei expulzați, la „loc de frunte”, se aflau Goncharova, Larionov, Robert Falk, Piotr Koncealovsky, Alexander Kuprin, Ilia Mașkov, dar și alții printre ei.

## Participarea în grupuri de avangardă artistică

### Trandafirul Albastru

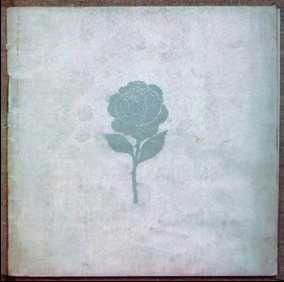
Tabloul originar, Trandafirul Albastru (1907) al pictorului rus avangardist, inițial simbolist, ulterior neoprimitivist, Vasili Millioti.

Trandafirul Albastru (în limba rusă Голубая роза) a fost numele unui grup de artiști plastici ai avangardei ruse, care fuseseră inițial simboliști, mai exact aparținând curentului artistic numit simbolism rus.. Acest grup a organizat o expoziție de picturi, cu același nume, Trandafirul Albastru, care a avut loc la Moscova, în 1907.
Componenții grupului, care fusese inițial axat pe simbolism, au evoluat rapid spre alte „subiecte fierbinți” ale avangardei ruse, care se reinventa foarte repede, aproape din an în an, evoluând spre varii alte mișcări și curente artistice. Acest grup, ca și alte grupuri artistice, aveau și membri asociați și simpatizanți. Printre aceste nume de artiști ruși ai anilor 1910, se pot menționa și numele unor „grei” ai avangardei ruse, așa cum au fost Natalia Goncearova, partenerul ei, Mihail Larionov, respectiv Kazimir Malevici și Vasili Kandinski, care a fost unul din membri asociați ai grupului care a participat cu anumite picturi la unele din expozițiile lor din Moscova, în perioada 1906 - 1910.

### Valetul de CaroșiCoada Măgarului

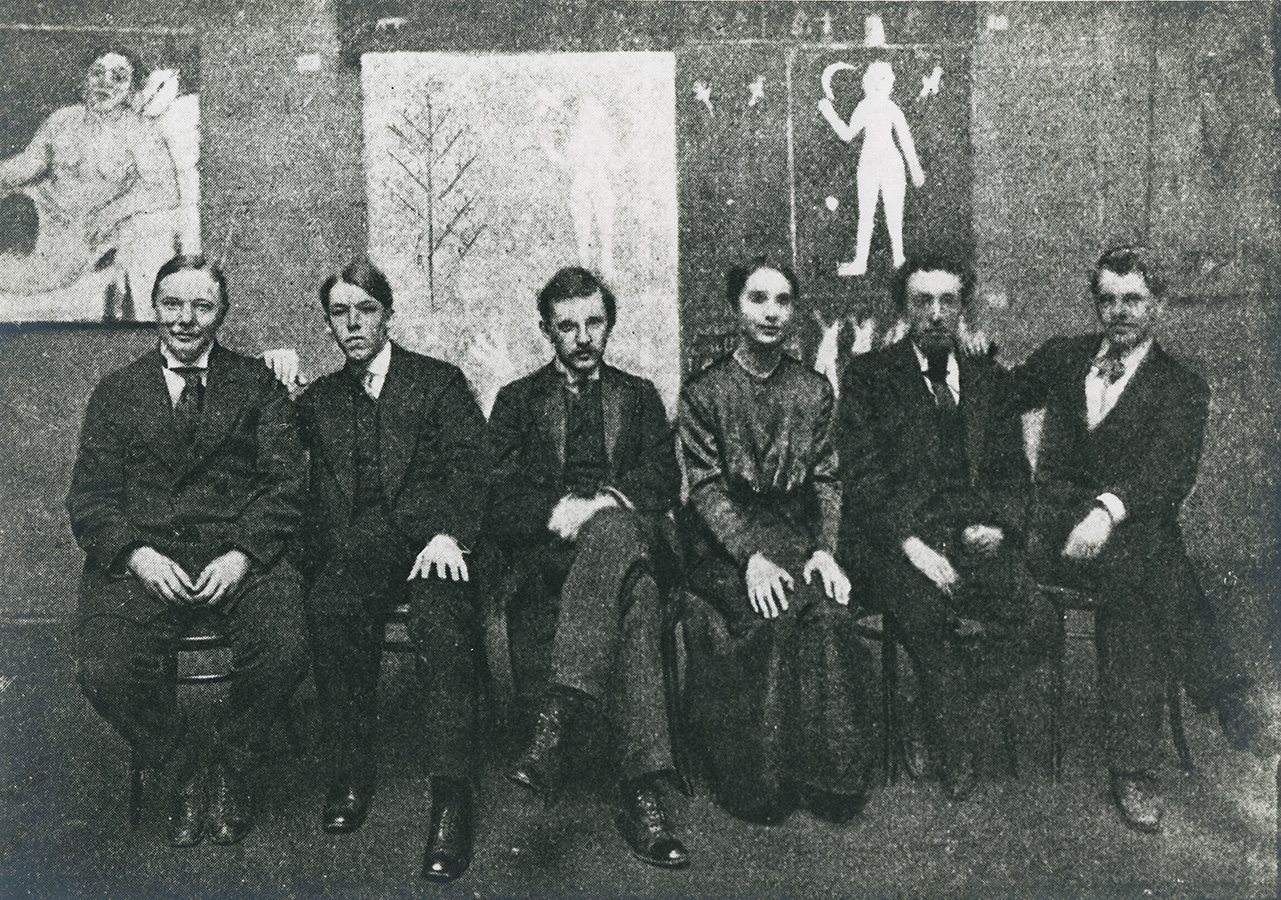
Goncearova, singura femeie din grupul acelor șase artisti plastici fotografiați, care sunt parte a celor care au participat la expoziția din 1912 a grupului avangardist radical Coada Măgarului.

Studenții respinși și acei extramatriculați de la cursurile lui Korovin, dar și alții, dornici de a folosi inspirația dată de arta occidentală avangardistă, contemporană cu anii finali ai mișcării artistice Art Nouveau, au format în curând primul grup de artiști expoziționali independenți și radicali din Moscova, Valetul de Caro, al cărui nume a fost dat Larionov. Aceasta denominare este mai degrabă provocatoare, deoarece face aluzie atât la literatura de bulevard, cât și la uniformele închisorii.
Prima expoziție a grupului Valetul de Caro (decembrie 1910 – devreme în 1911) a inclus, printre alte lucări, „mai cuminți,” și picturi de avangardă, mai exact primitiviste și neoprimitiviste, respectiv cubiste  și cubisto-futuriste ale Goncearovei.
Destul de repede după ce ecourile acelei expoziții „s-au stins,” grupul inițial s-a împărțit în jumătate, în 1912, pentru a forma grupul mai provocator, denumit și mai provocator (din nou de Larionov), Coada Măgarului. La prima expoziție a acestui din urmă grup (martie - aprilie 1912), organizată de Larionov, au fost expuse peste cincizeci de picturi ale partenerei sale.
Inspirația primitivistă pentru Goncharova au constituit, de data aceasta, multitudinea motivelor tradiționale ale „artei populare” rusești, accentuând, în special, motivele icoanei ruse și a lubok-ului.

### Futurism rus,Der Blaue ReitterșiRayonism

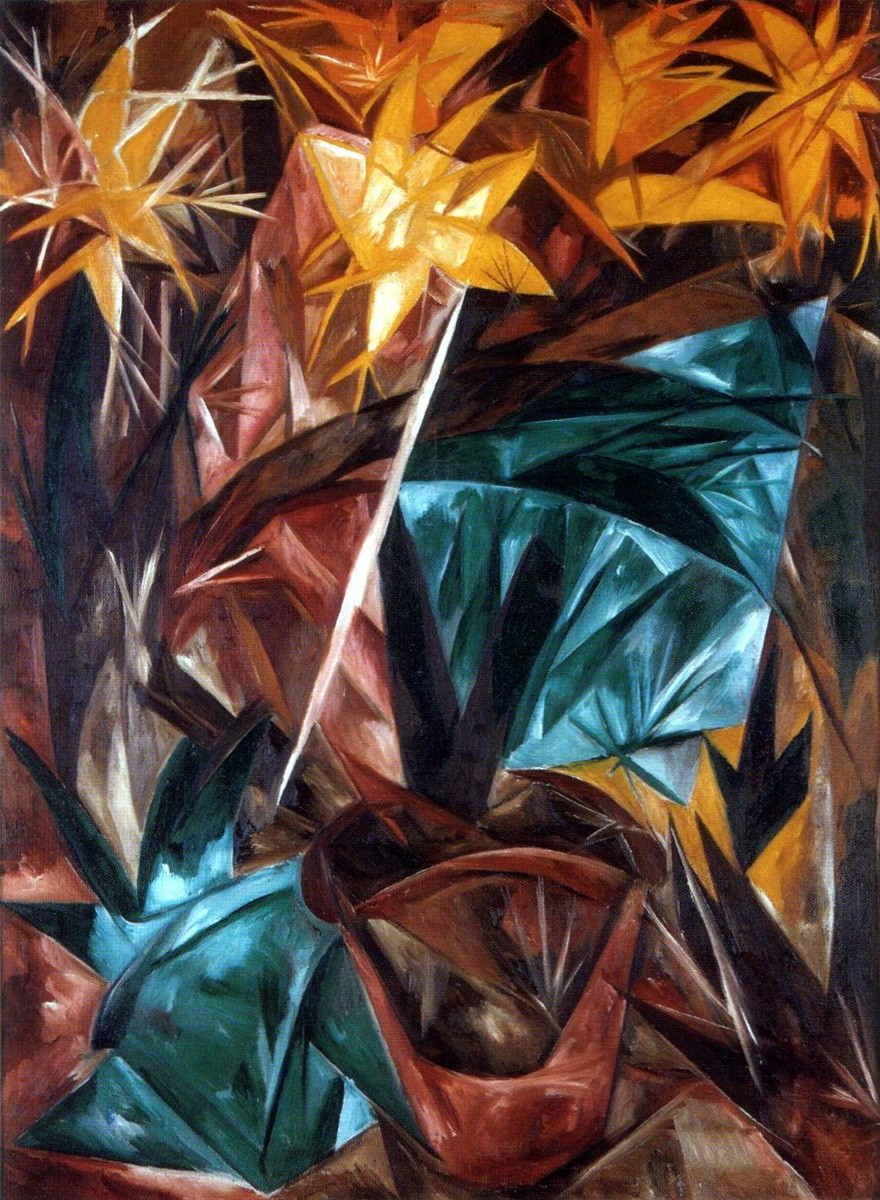
Crini rayoniști – 1913

Deloc surprinzător pentru pictura și atmosfera „cuminte” a cercurilor culturale rusești, în anii 1900 și 1910 respectiv de percepția și comportamentul artistic al „marilor clasici în viață” ai momentului, Goncharova și partenerul ei, Larionov, au fost atacați, agasați și chiar hărțuiți critic, în mod constant, pentru lucrările lor de artă și pentru modul în care s-au exprimat. Cu toate acestea, aproape „de neatins”, Goncearova și Larionov au continuat drumul lor avangardist, extrem de productiv și de influent pentru foarte mulți artiști plastici, autohtoni și străini.
Printre multe alte grupuri artistice la care luase parte, în diferite calități, de la membru fondator și inventator, la membru simpatizant, alături de Vasili Kandinski și Franz Marc, fondatori ai grupului de avangardă, preponderent german, Der Blaue Reiter, Goncearova a fost și ea membră activă încă de la fondarea acestui grup, în 1911.

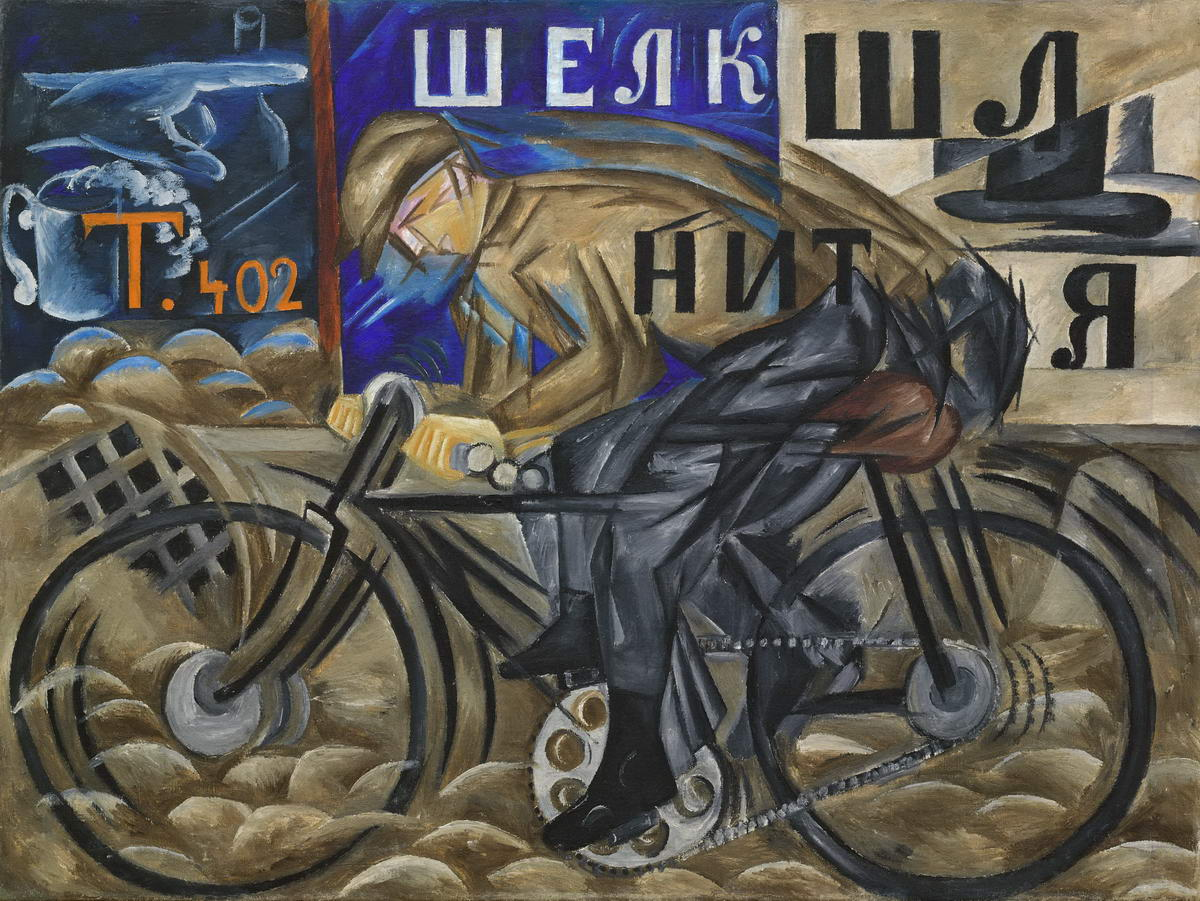
Natalia Goncearova – Ciclist (1913)

Puternica influență a futurismului rus este foarte limpede în picturile ulterioare ale Goncharovei. Preocupată inițial de pictura de icoane și de primitivismul artei populare etnice rusești, Goncharova a început curând să amestece elemente cubiste și futuriste în opera sa, ceea ce a dus la începuturile mișcarii artistice a cubo-futurismului.
În Rusia, și mai apoi în Europa, Goncearova urma să devină faimoasă pentru munca ei în acest stil artistic, care ar putea fi cel mai bine ilustrat și sintetizat în cunoscuta sa pictură din 1913, Ciclist.
În 1911, Goncharova și Larionov au dezvoltat rayonismul, producând mai multe picturi în acest stil artistic, inventat și cultivat cu grijă de ei doi. Latura teoretică a rayonismului a fost de asemenea cultivată cu grijă de cuplul Goncearova - Larianovă. În calitatea lor evidentă de lideri ai futuriștilor ruși, cei doi au organizat o serie de prelegeri provocatoare, foarte similare conceptual și educatic cu cele organizate, în același sens, de către omologii lor italieni. Goncharova a fost, de asemenea, implicată în design grafic - scriere și a ilustrat mai multe cărți de avangardă.

### Lider al avangardei ruse
Alte două expoziții importante, la care Gonciarova a participat, imediat înainte de Primul Război Mondial, se numeau Ținta (martie - aprilie 1913) și, apoi, în următorul an, Numărul 4 (martie – aprilie 1914). La începutul anilor 1910, Goncearova a jucat un rol foarte important în direcția pe care urma să o ia arta avangardistă rusă. Alegerile sale estetice, care făceau o punte între tradițiile orientale și occidentale, dând exemplu viu prin lucrările sale, au servit drept „catalizator” pentru manifestele și mișcările artistice ale puternicei avangarde ruse din acea vreme. Ea a fost unul dintre artiștii de frunte în cercurile Cubo-Futuriste (Aeroplan deasupra unui tren, 1912) și Rayoniste (Pădure în galbe și verde, 1913).
De asemenea, Goncearova era renumită pentru comportamentul ei public, uneori șocant. Când Goncharova și Larionov s-au interesat pentru prima dată de primitivism, cei doi și-au pictat hieroglife și flori pe fețe și au mers astfel „decorați” pe străzi. Mai mult chiar, Goncharova însăși apărea uneori cu bustul gol în public, pictată insă cu varii simboluri „primitiviste” pe piept, ca parte integrantă a manifestului ei „De ce ne pictăm fețele?”.

### Salon d'Automne (prima participare)

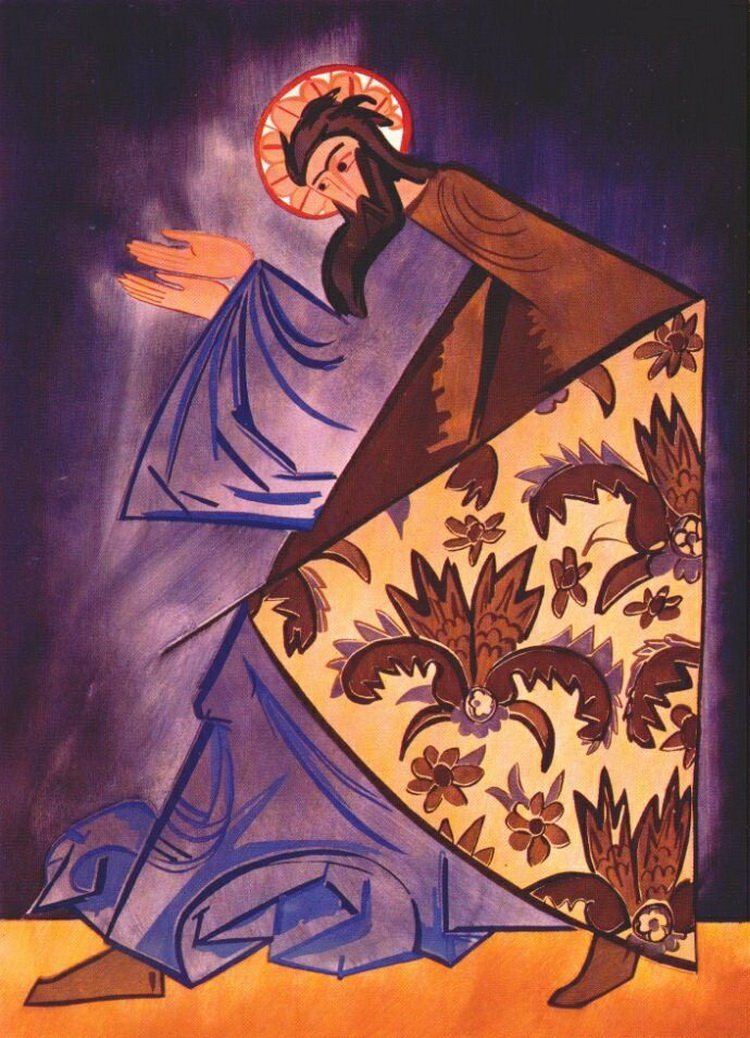
Unul din multele desene, guașe și schițe realizate de Goncearova pentru personajele și decorurile baletului Liturghie

Înainte de emigrarea ei și a lui Larionov în Franța, Natalia Goncearova a expus la Salon d'Automne, pentru prima dată, la ediția acestuia din 1906, în secțiunea expoziției intitulată Exposition de L'art Russe – Expoziția artei ruse, la cea de-a patra ediție a salonului, după inaugurarea sa, care avusese loc în anul 1903.

## Carieră ulterioară

### Designer de modă și costume
Împreună cu Larionov, Natalia a părăsit Rusia și apoi ambii au plecat la Paris pe 29 aprilie 1914. În acel an, Natalia a proiectat și realizat costume și decoruri pentru premiera ansamblului Ballet Russes a spectacolului și a filmului Cocoșul de aur, realizat pe muzica operei similare a marelui compozitor rus Rimski-Korsakov.

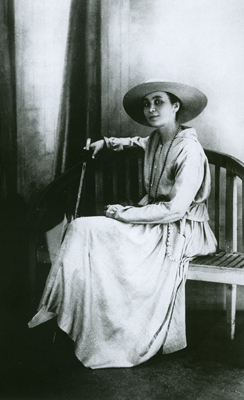
Fotografie a Nataliei Goncearova, cândva înainte de 1914 (cel mai probabil), fotograf necunoscut

În 1915, Goncearova și Larionov erau în Elveția, la Geneva, fiind invitați acolo de faimosul Sergei Diaghilev, critic de artă și impresar de balet, creatorul și fondatorul grupului Ballets Russes. La cererea lui Diaghilev, Goncearova a creat o serie de desene - Serafimul cu șase aripi, Sfântul Marcu, Nativitatea și multe altele – pentru un spectacol de balet, pe care acesta intenționa să îl realizeze, Liturghia. Implicați, de asemenea în proiect, fuseseră și Igor Stravinsky, care urma să compună muzica spectacolului, respectiv Larionov și Léonide Massine, dar, din păcate, proiectul acelui spectacol de balet nu s-a materializat vreodată.

### Mutarea definitivă la Paris
După experiența nereușitei realizării baletului Liturghia, din Elveția, datorate și condițiilor generate de Primul Război Mondial, Goncearova și Larionov vor trăi un timp din arta lor. Apoi, cei doi se vor muta definitiv la Paris în 1921, unde multiplu talentata artistă vizuală va continua colaborarea cu Diaghilev, designând costume și decoruri pentru spectacolele ansamblului Ballets Russes.
Goncharova și Larionov au colaborat ulterior la patru evenimente, care au avut loc la Paris, în beneficiul entității de tip sindical, Uniunea artiștilor ruși (franceză Union des Artistes Russes). Aceste evenimente au fost Marele bal al artiștilor (Grand Bal des Artistes), de asemenea numit Grand Bal Travesti Transmental (23 februarie 1923), Balul banal (Bal Banal, la 14 martie 1924), Balul olimpic sau Adevăratul bal sportiv (Bal Olympique sau Vrai Bal Sportif, la 11 iulie 1924) și Balul Marelui Urs (Grand Ourse Bal, la 8 mai 1925). Ambii au conceput o mare parte din materialele publicitare și de decorare pentru acele evenimente.

### „Orice-ism” și artistul total
Datorită versatilității și puternicului ei talent în artele vizuale, Goncharova s-a identificat ca făcând parte din curentul artistic „Orice-ism” (transliterație aproximativă din rusă, Vsechestvo), un alt curent avangardist rus. „Orice-ism-ul” fusese considerat ca fiind o extensie „firească” a neoprimitivismului. Acest gen de artă, extrem de inclusivă, promova heterogenitatea, „lejeritatea,” un amestec firesc a numeroase tradiții culturale (precum cele estive și vestice), respectiv stiluri artistice deja cunoscute și recunoscute, precum cubismul și futurismul. Aspirația firească a iubitorilor și practicanților acestuia era de a șterge diferențele dintre original și copie, prin asimilarea tuturor etapelor și fazele unui proces artistic, care se dorea liber de orice fel de „reguli artistice.”

## Viața în Franța

### Ultimii ani și decesul
Între 1922 și 1926, Goncharova a creat modele de modă pentru magazinul de modă lux al Mariei Cuttoli, Maison Myrbor de pe Rue Vincent, Paris. Modelele ei de rochii bogat brodate și aplicate au fost puternic influențate de arta populară rusă, mozaicul bizantin și munca ei pentru ansamblul Ballet Russes.
În 1938, Goncearova a devenit cetățean francez. La 2 iunie 1955, la patru ani după ce Larionov suferise un accident vascular cerebral, cei doi artiști s-au căsătorit la Paris pentru a-și proteja reciproc toate drepturile de moștenire. Influențat semnificativ de Școala de la Paris, stilul Goncearovei s-a mutat dinspre cubism, fiind mai aproape de neoclasicism.
Dintre cei doi, Goncharova a fost prima din pereche care a decedat, șapte ani mai târziu, pe 17 octombrie 1962, la Paris, după o luptă debilitantă cu artrita reumatoidă.

## Stil artistic
Este desigur foarte bine cunoscut faptul că Natalia Goncearova a fost un artist vizual extrem de complex, creativ și inventiv. În afară de anii de studiu, artista a trecut foarte repede, dar cu opere solide, printr-un simbolism, destul de „relaxat,” de fapt, urmat de experimentele avangardiste cu primitivismul, cu grupurile artistice Valetul de Caro și Coada Măgarului, inventarea Rayonismului (împreună cu Larionov), experimentarea futurismului și a cubo-futurismului, și cu crearea unui stil propriu, absolut fascinant, de unic creator de decoruri și costume, după intrarea în lumea spectacolului baletului scenic de mare anvergură, alături de Ballet Russes și de Sergei Diaghilev, celebrul impresar al faimoasei trupe de balet.

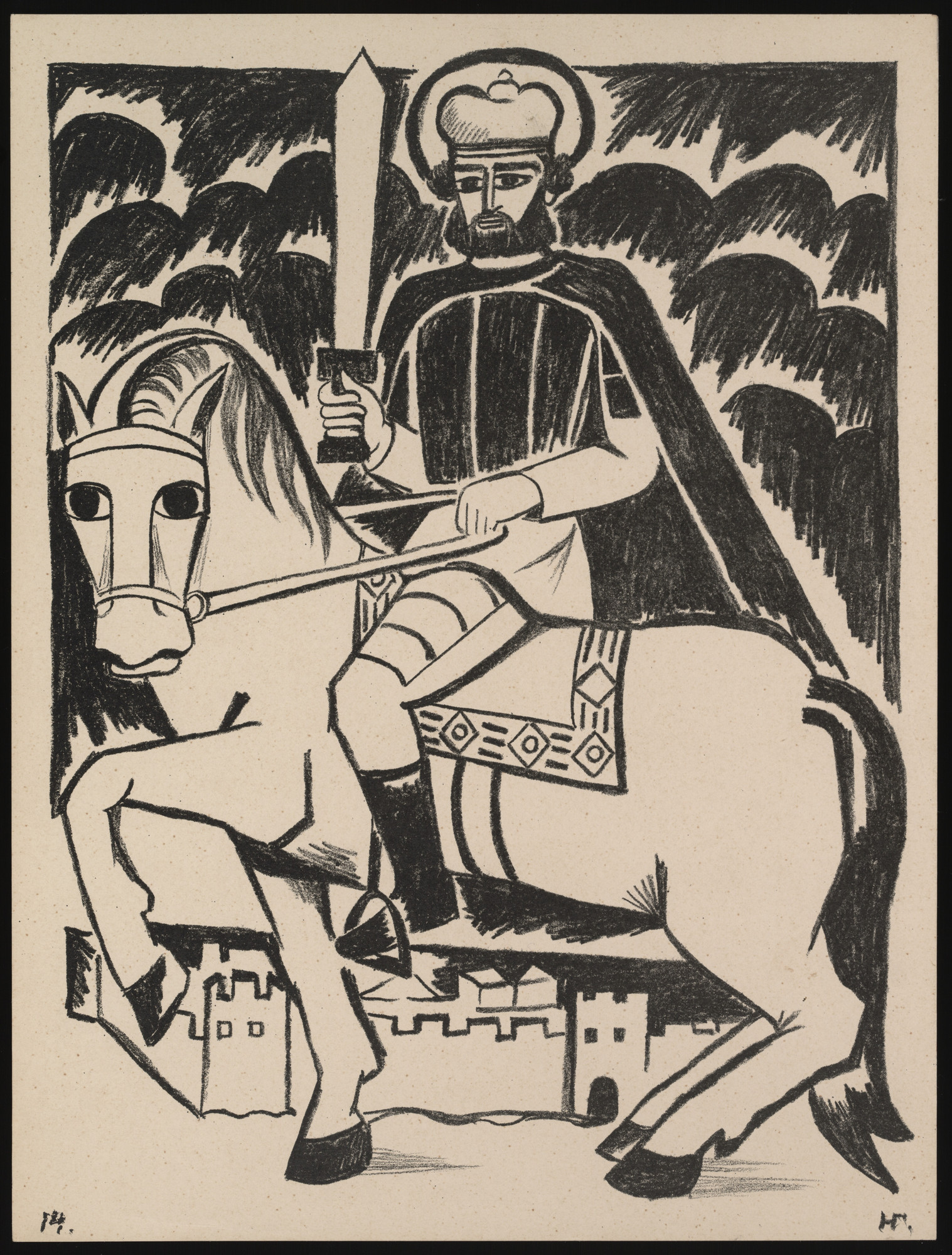
Din seria Imagini mistice ale războiului — Sfântul Aleksander Nevski (1914)

Păna la urmarea cursurilor liceale, Natalia Goncearova a trăit mult timp la moșia familiei, aflată într-o zonă rustică. Ca atare, deloc surprinzător, contradicțiile dintre viața de la țară și viața de la oraș au lăsat urme, „un reziduu," în producția artistică a Goncharovei, plasând-o bine artistic, în modernismul european și rus al vremii. După începerea studiilor liceale, Moscova urbană, viața rapidă și retragerile constante, dar relaxate și relaxante, de vară și din varii sezoane, de la țară, sunt foarte evidente în arta ei. Fotografiile cu ea pe moșia familiei o arată purtând haine țărănești în combinație cu pantofi de oraș. Autoportretele ei timpurii se ocupă de identitate, unde este dezvăluit interesul ei pentru „mascaradele de elită.” Astfel, într-una se îmbracă ca o doamnă, din marea societate, în altele, artista în devenire se află într-un mediu domestic, purtând o rochie, iar în altele se concentrează pe identitatea ei de pictor (cum ar fi, spre exemplu, în pictura Autoportret cu crini galbeni, 1907.

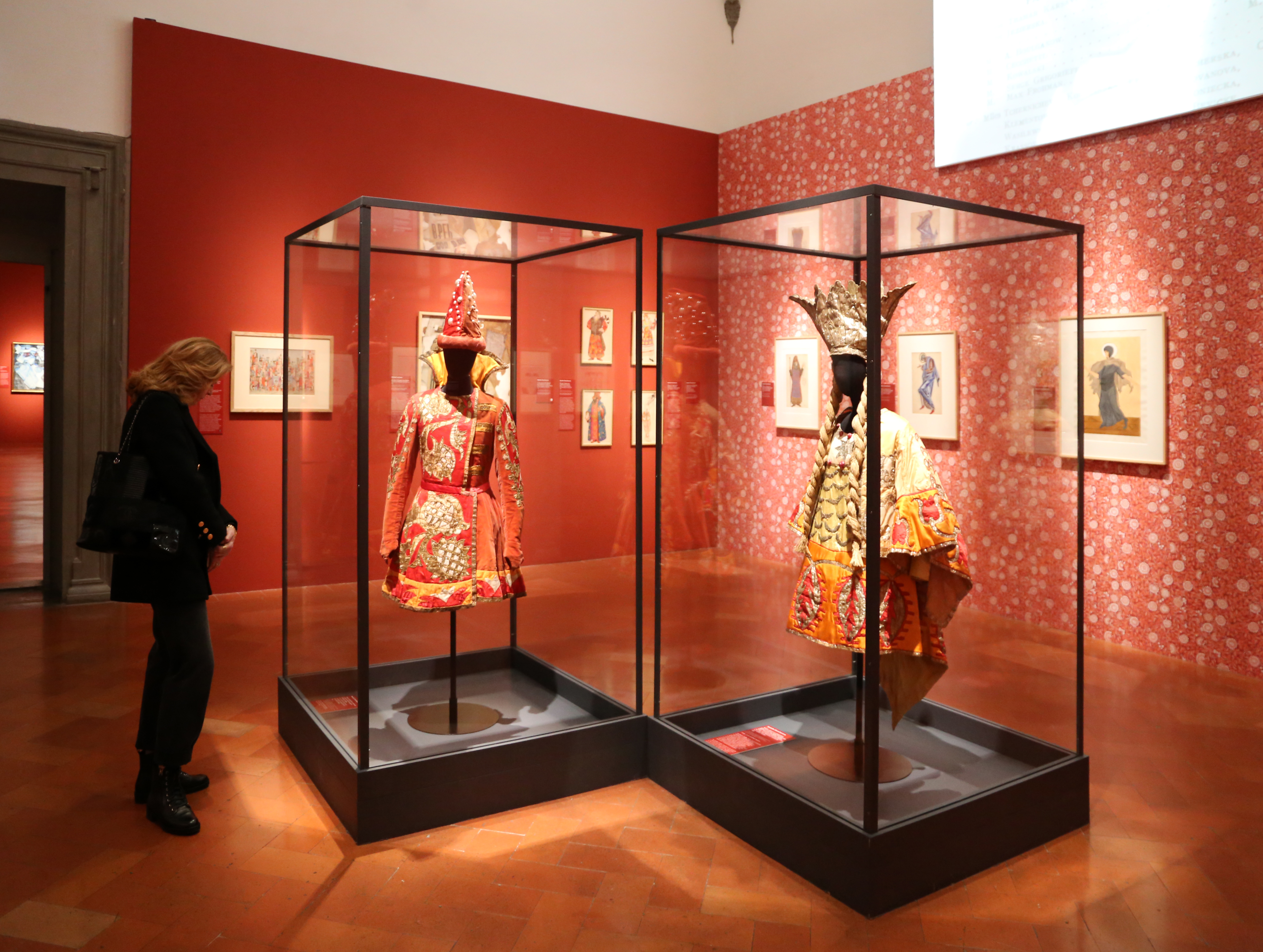
Imagine din expoziția (temporară și itinerantă) a lucrărilor Nataliei Goncearova de la Tate și Palazzo Strozzi (din 2019))și Helsinki (2020).

Artistic, pastelurile și pictura timpurie a Goncearovei sunt influențate de tot ceea ce a experimentat pe proprietatea principală a familiei din Kaluga Oblast, numită Polotnianyi Zavod. Descrierea vieții de acolo, prin lucrările de atunci, dar și de cele mai târzii, sugerează că partea de timp liber și partea de muncă se estompaseră și se contopiseră, în mintea artistei și, ca atare, pot fi asociate cu reformele liberale din Rusia vremii. Inspirația pe care Goncharova o trage din stilul de viață este luată în mare parte din observarea activităților de zi cu zi ale servitorilor și țăranilor care locuiau acolo. Acest lucru este evident, mai ales, în numărul de imagini de grădinărit care pot fi comparate cu cele identificate ca descriind peisajul acestei proprietăți.

## Expoziții și colecții
În 1961, Consiliul pentru Arte din Regatul Unit a organizat o retrospectivă majoră a operei lui Goncearova și Larionov. În 2019, muzeul Tate Modern din Londra a organizat o expoziție retrospectivă a operei Goncearovei. De asemenea, tot în 2019, aceeași expoziție retrospectivă de la Tate Modern, a lucrărilor lui Goncharova, s-a ținut la Palazzo Strozzi din Florența, Italia. În anul următor, 2020, expoziția repetată, Tate – Strozzi și Ateneum, s-a mutat la Helsinki, în Finlanda, unde s-a desfășurat între 27 februarie și 17 mai.
Semnificative lucrări ale Goncearovei au fost incluse în expoziția colectivă Women in Abstraction – Femeile în arta abstractă, care a fost organizată la Centrul Pompidou din Paris.
Lucrări ale Nataliei Goncearova se găsesc în colecțiile muzeului originar Guggenheim, din New York City, designat de Frank Lloyd Wright, și construit între 1956 și 1959, în colecțiile Muzeului Israel din Ierusalim,, în colecțiile muzeului de artă McNay, din San Antonio, statul  Texas, în colecțiile MoMA, în colecțiile Muzeului Național din Noua Zeelandă, Te Papa Tongarewa, și în colecțiile Muzeului Tate.

## Galerie

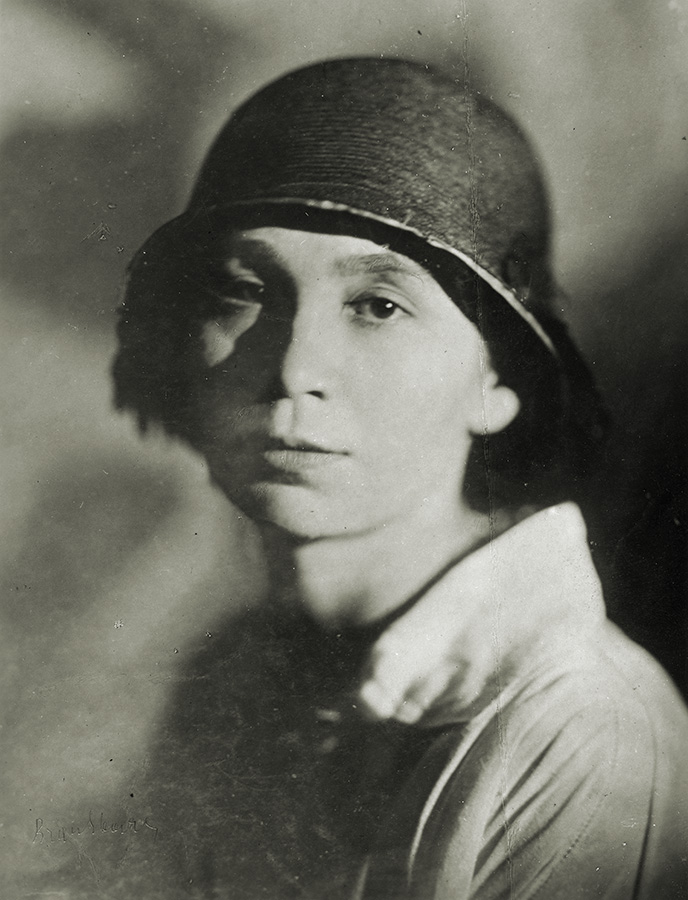
Portret fotografic al Nataliei Goncearova (fotograf necunoscut) - fotografia datează, probabil, din (1912)
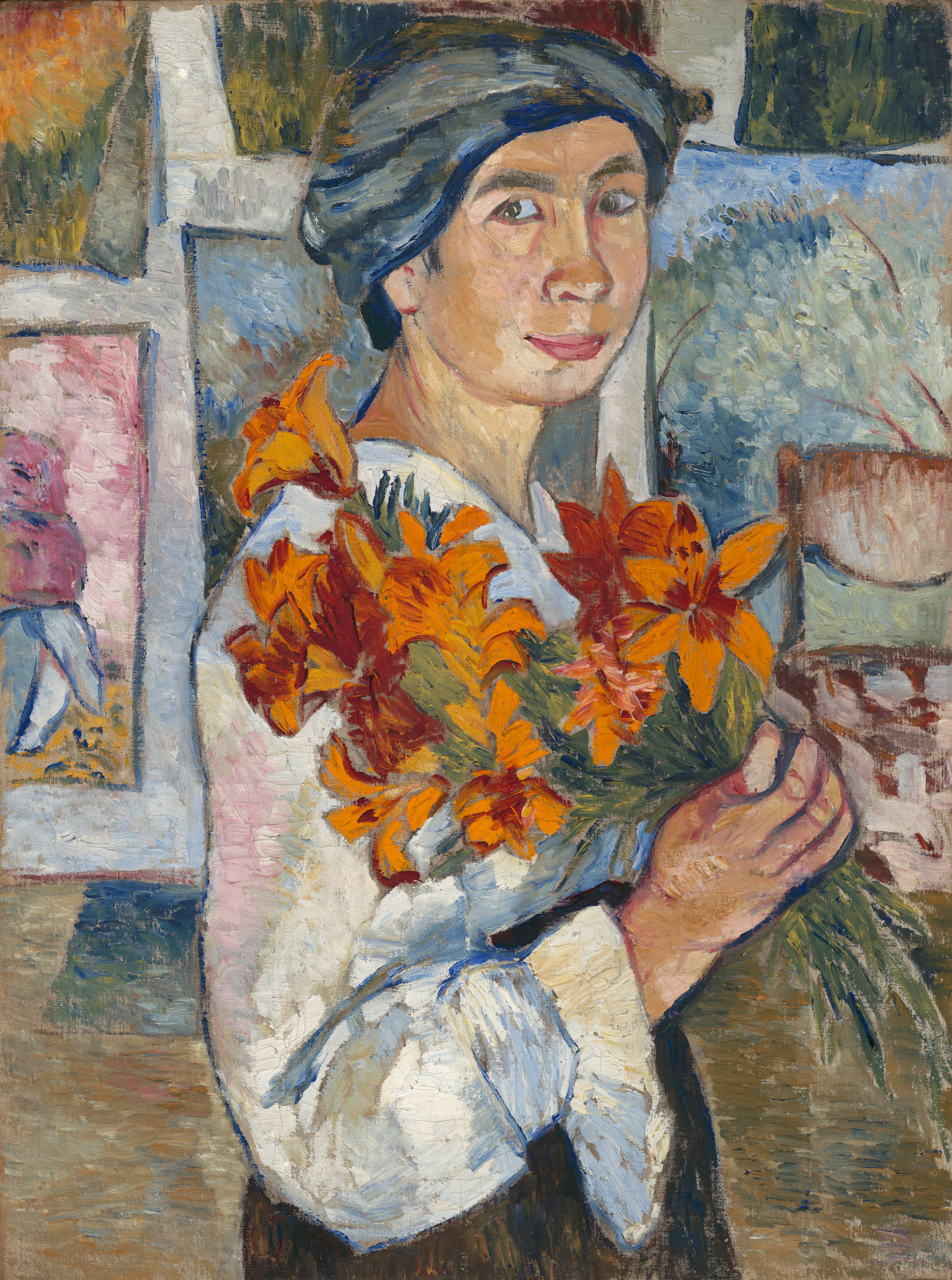
Autoportret (1907)
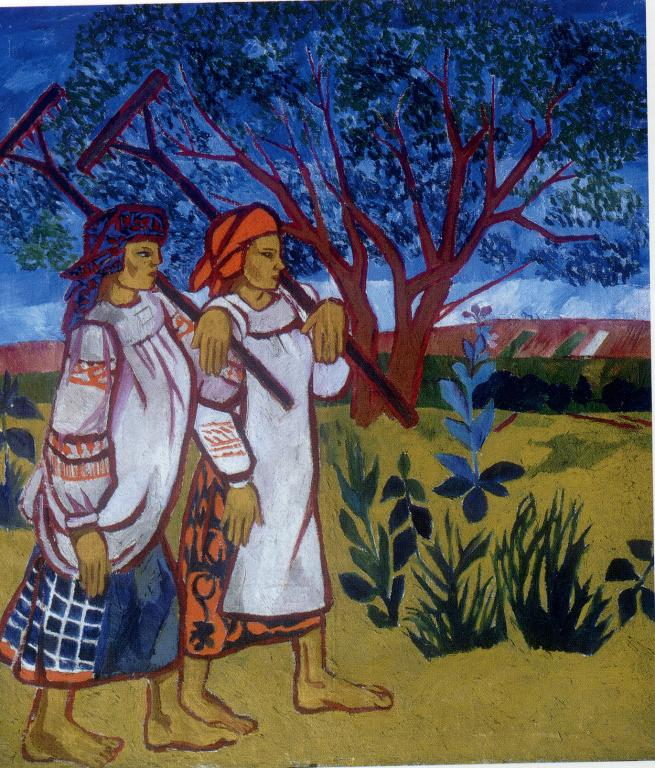
Femei cu greble (1907)
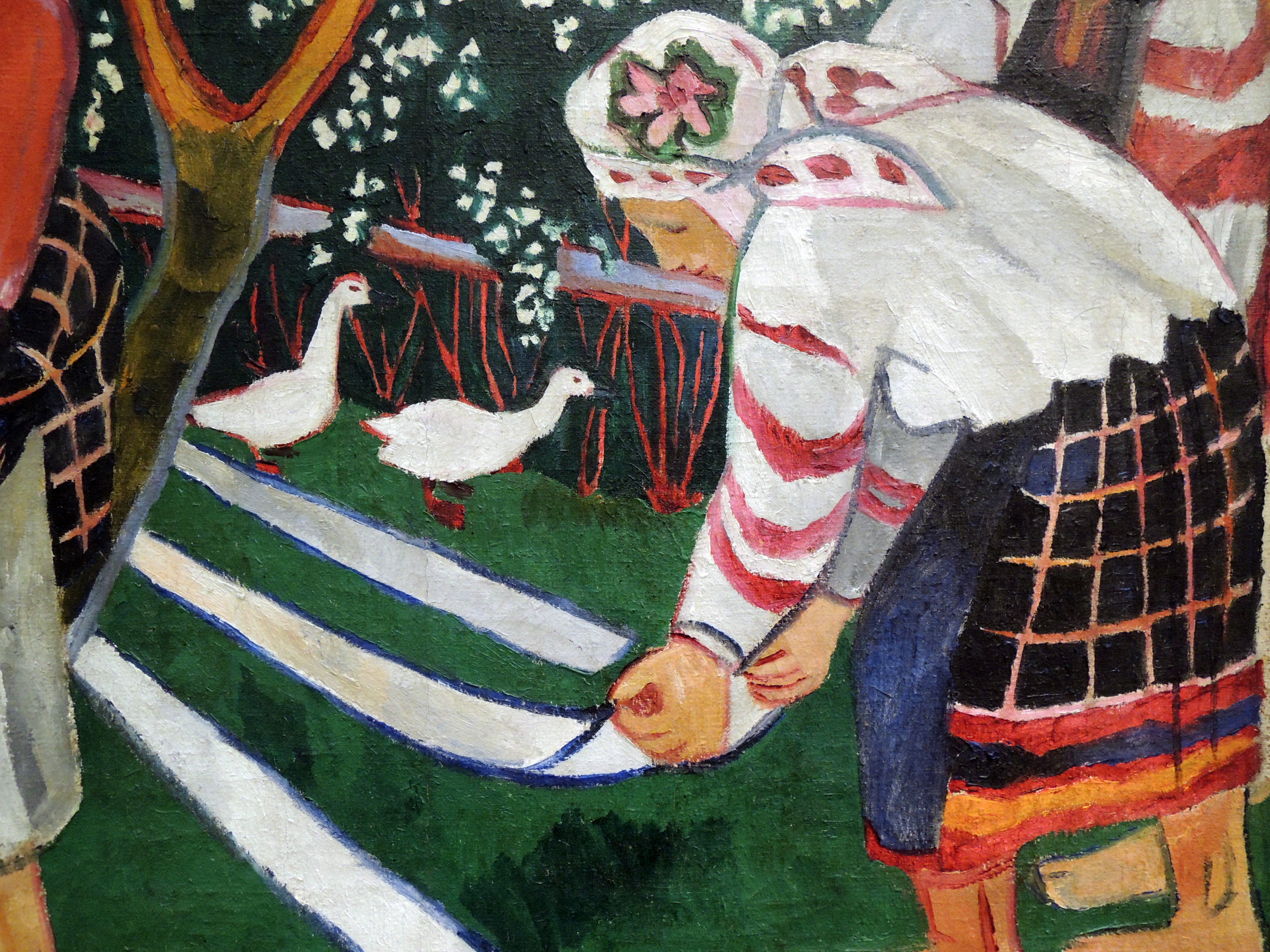
Albirea cearceafurilor  (1908)
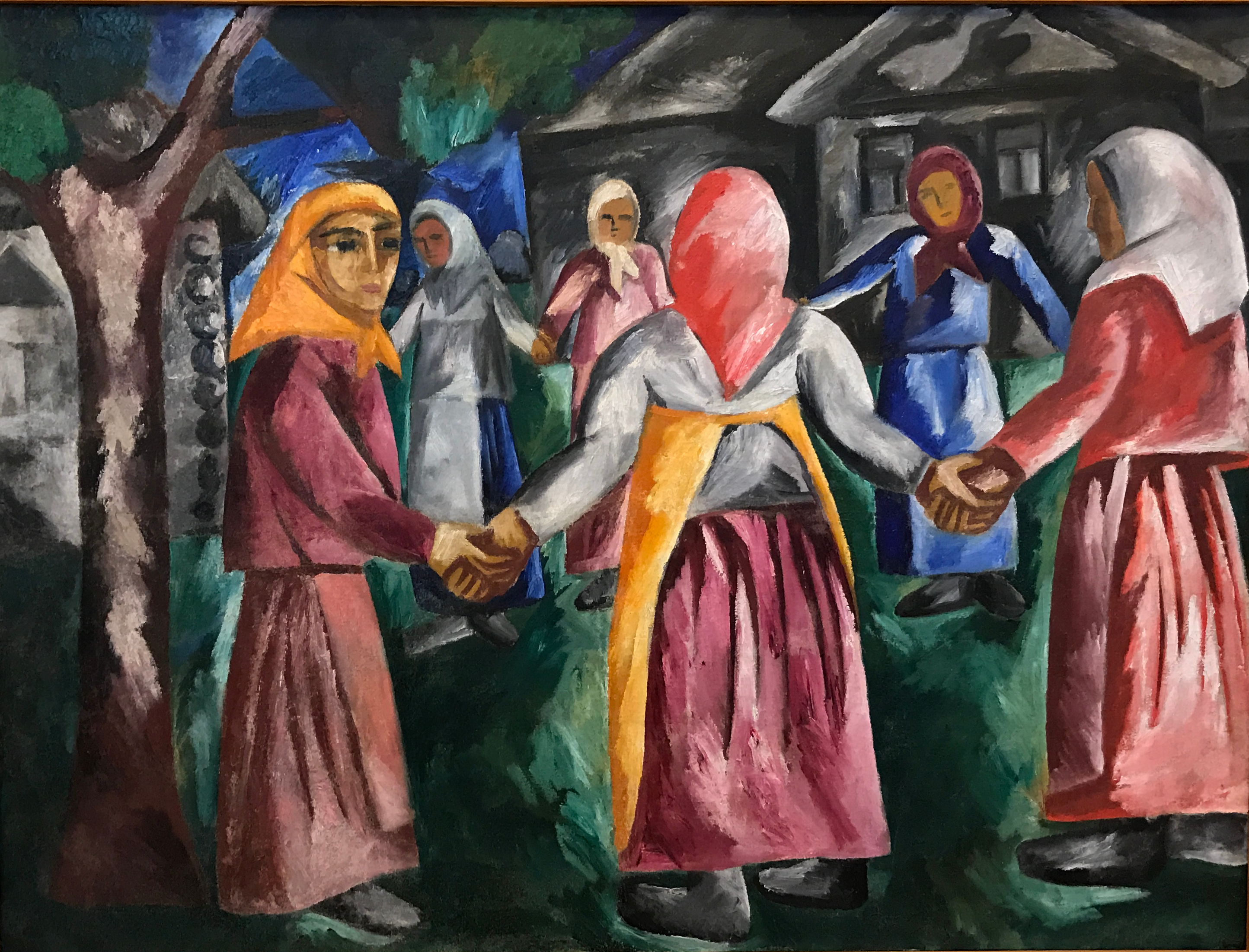
Khorovod - Dans în cerc (1910) – Lucrarea se găsește la Muzeul de istorie a artei Serpukhov
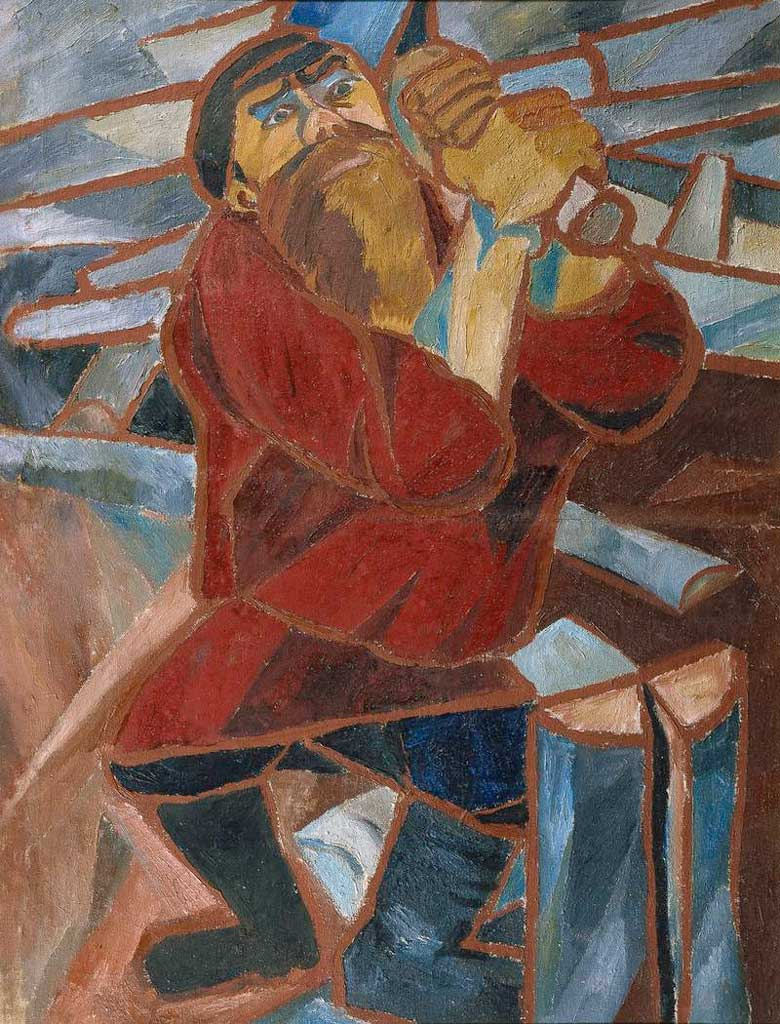
Drovokol (1910)
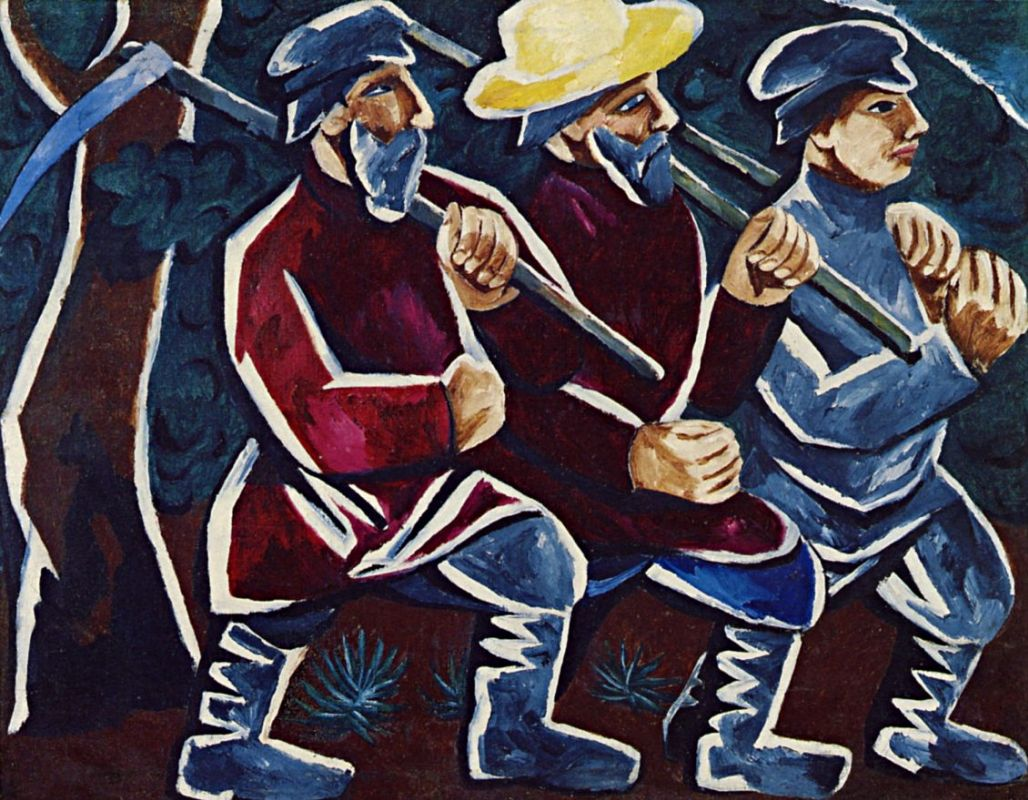
Cosași (1911)
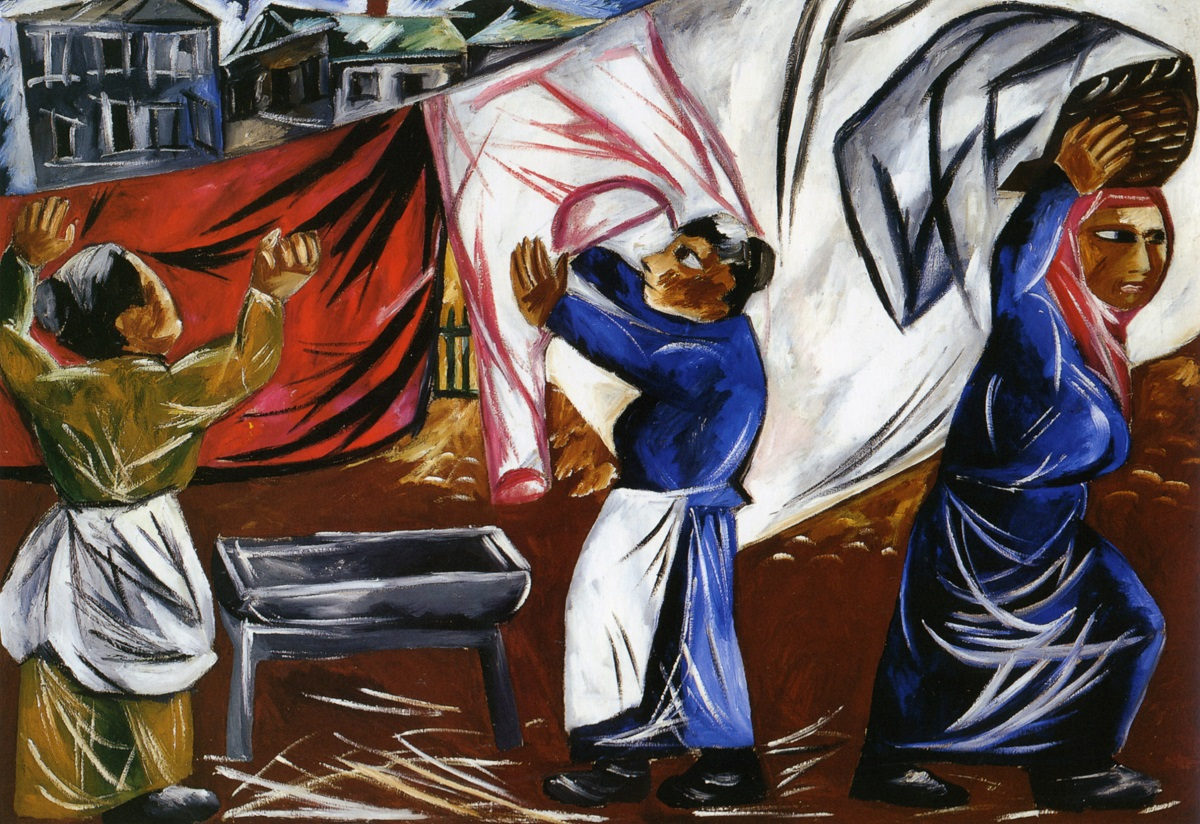
Spălătoresele {1911} – Lucrarea se află la Muzeul de Stat al Rusiei (rusă Государственный Русский музей)
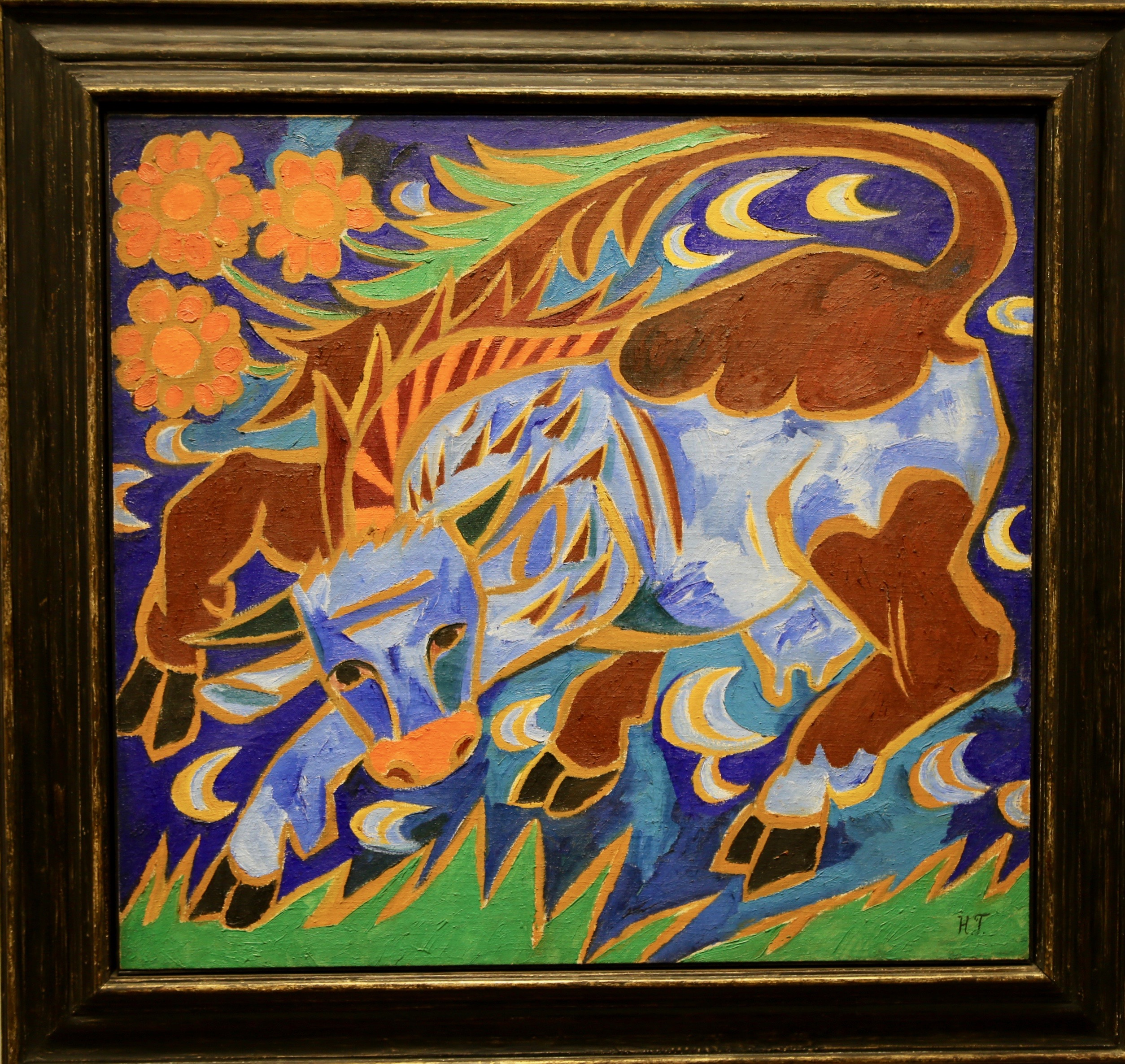
Vaca albastră (1911)
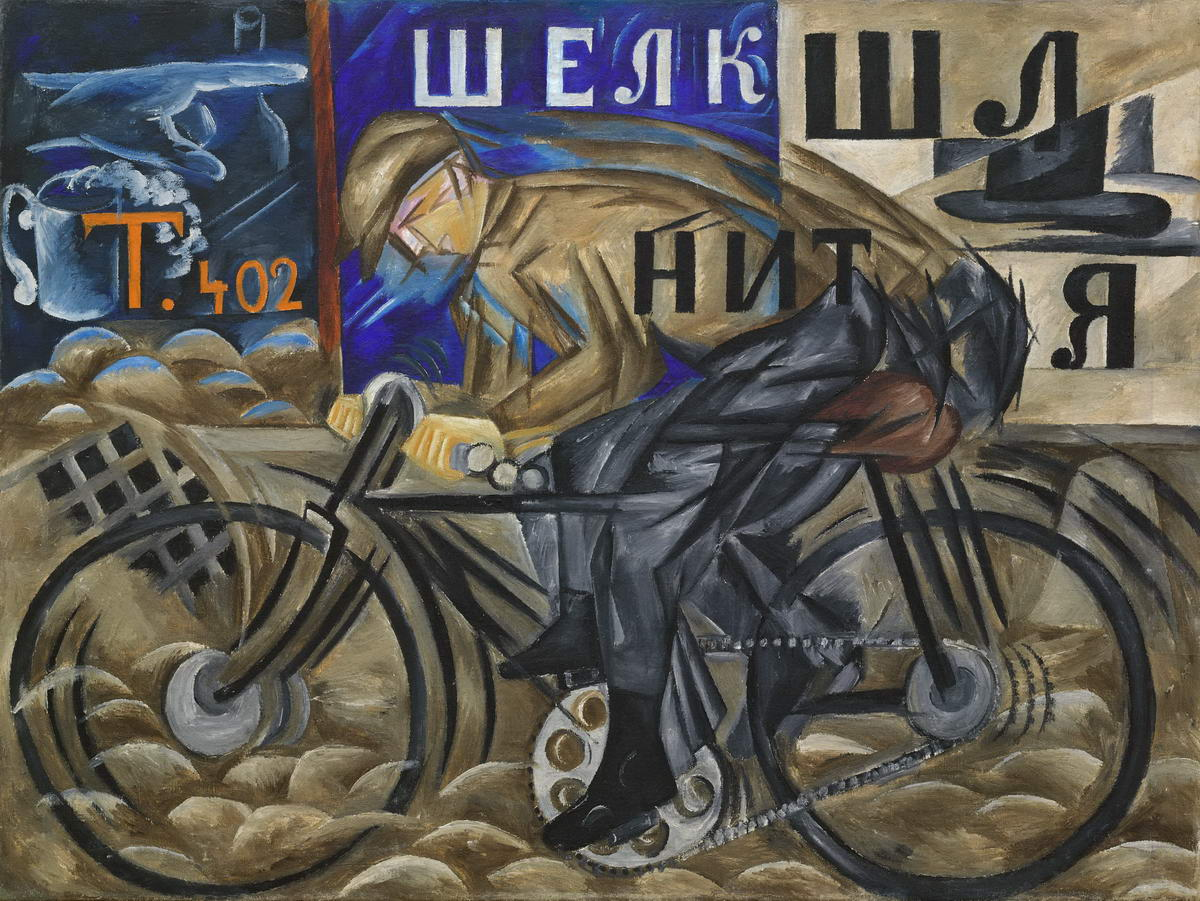
Ciclist – Cubo-futurism (1913)
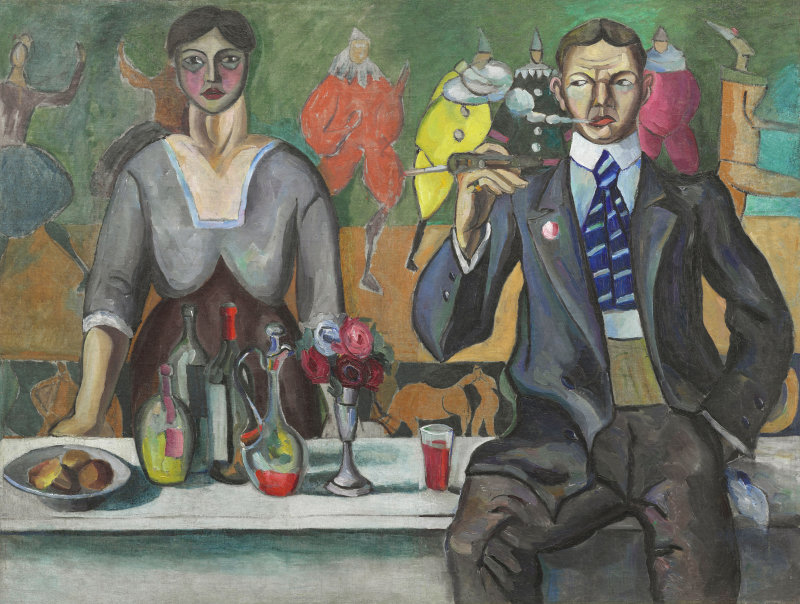
Alexei Morgunov  (1884 - 1935) – Portretul Nataliei Goncharova și al lui Mihail Larionov
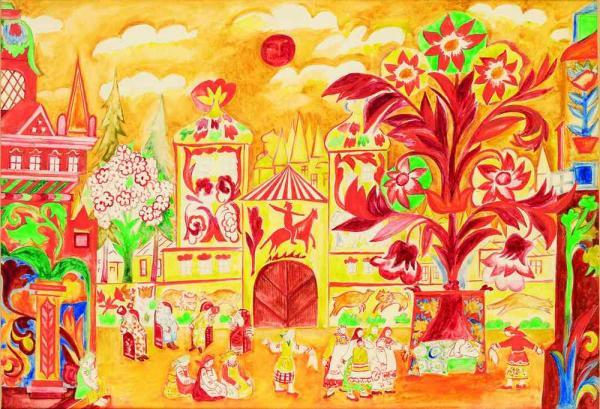
Proiect de decor pentru baletul Cocoșul de aur  (1914)
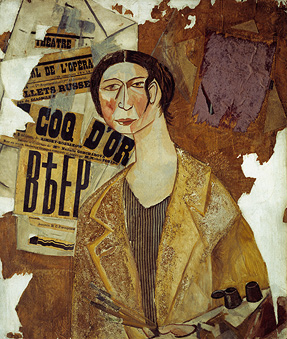
Portret al artistei de Mihail Larionov (1915)
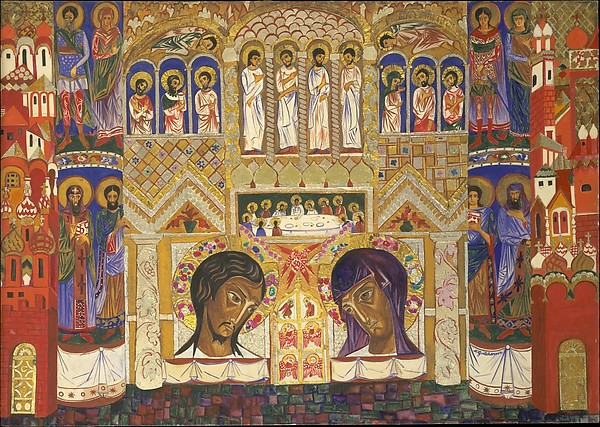
Design de decor pentru baletul Liturghia (1915)
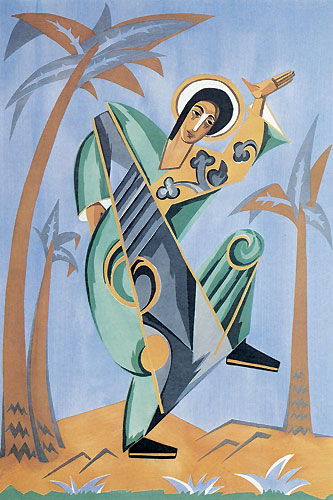
Proiect de costum pentru Sfântul Ioan (1915)
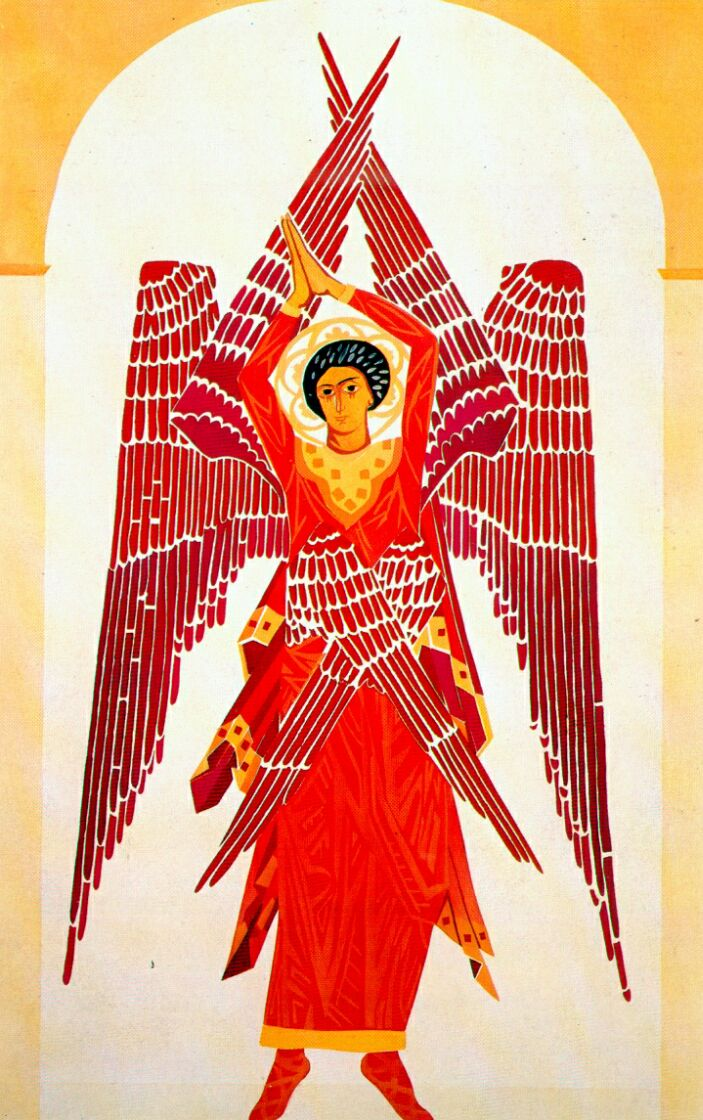
Personaj pentru baletul Liturghia (nerealizat) (1916)
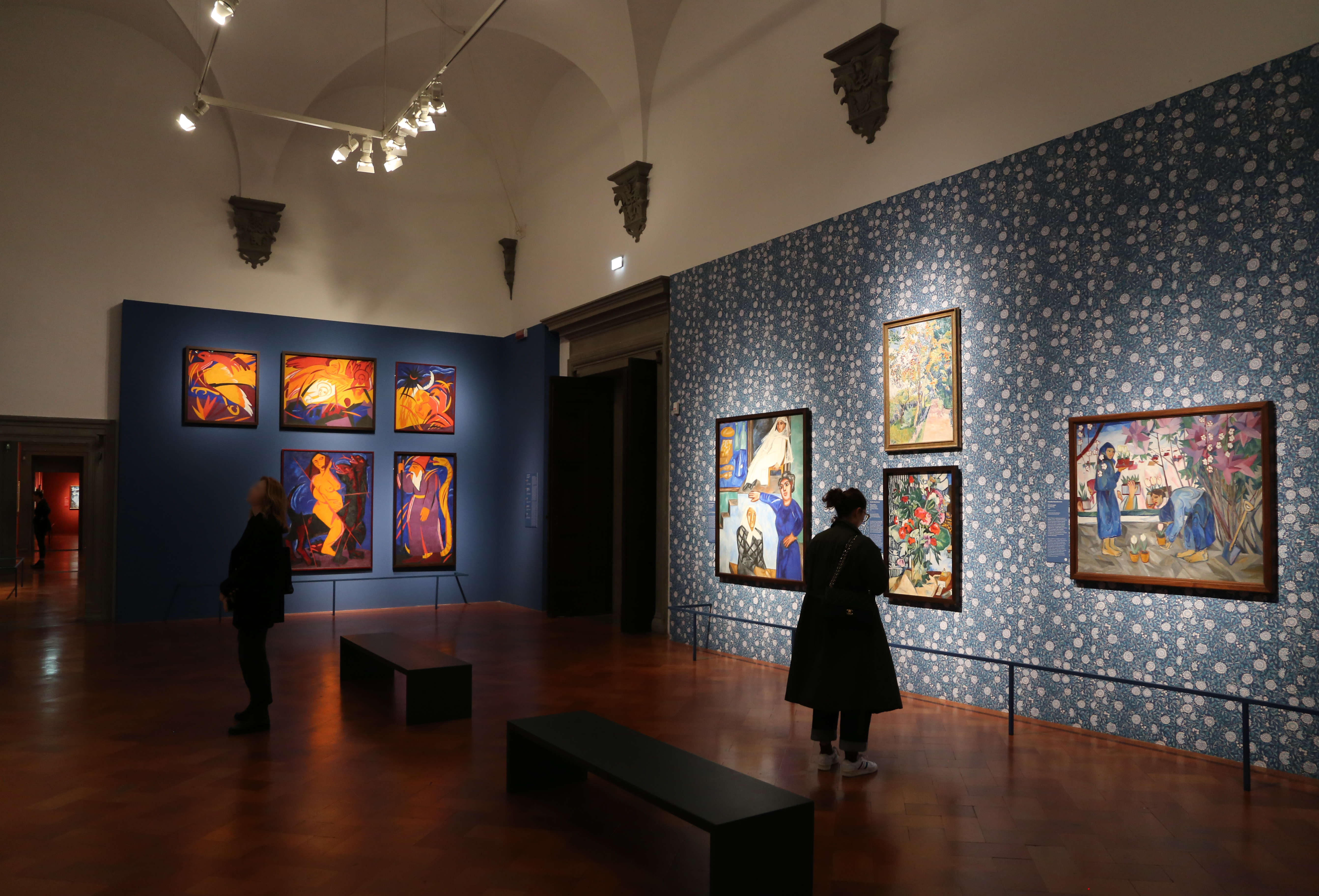
Sala de expoziție dedicată artistei vizuale - Palazzo strozzi (2019)
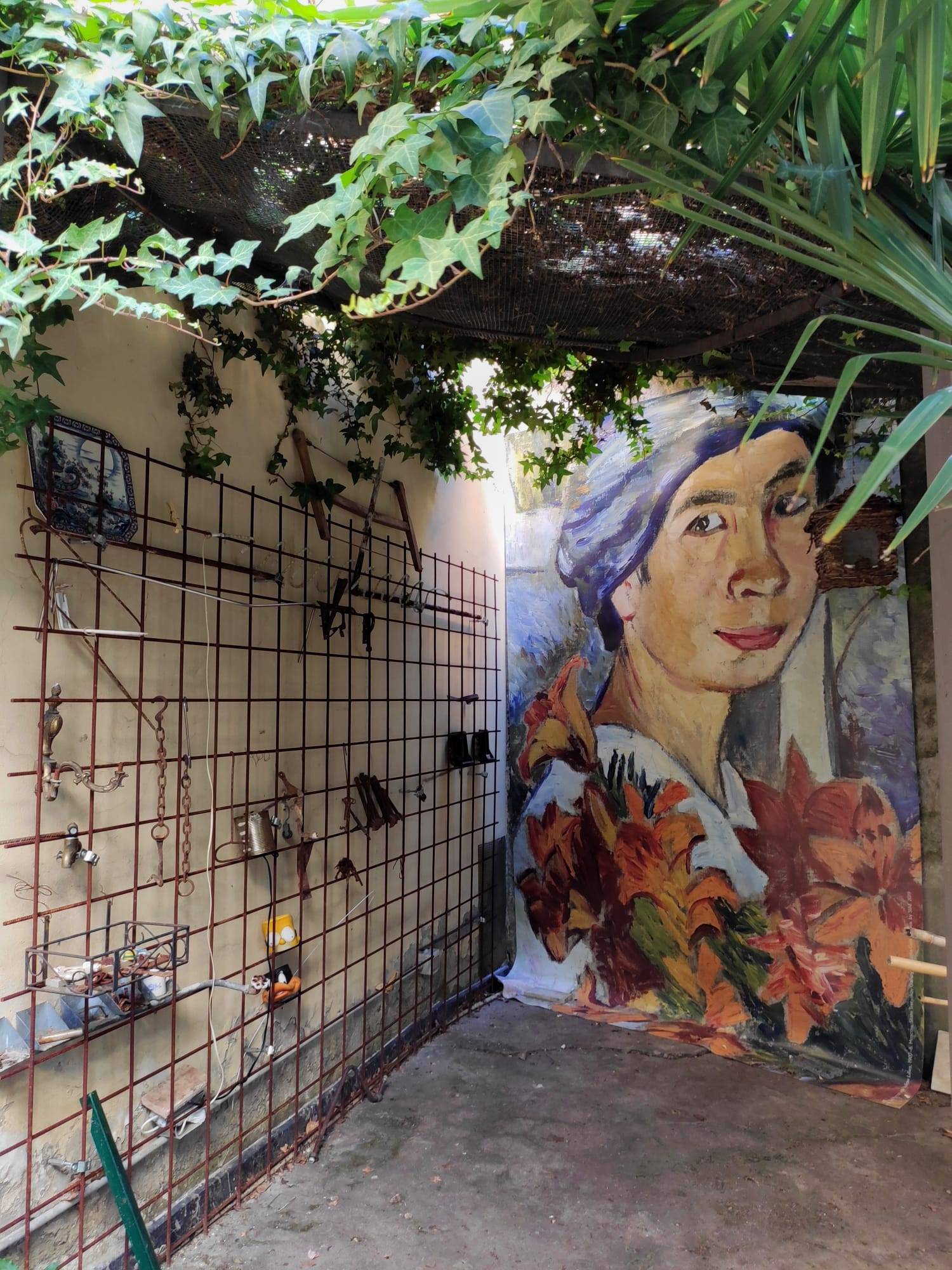
Natalia Goncharova in giardino - Florența (2020)